# Timbisha

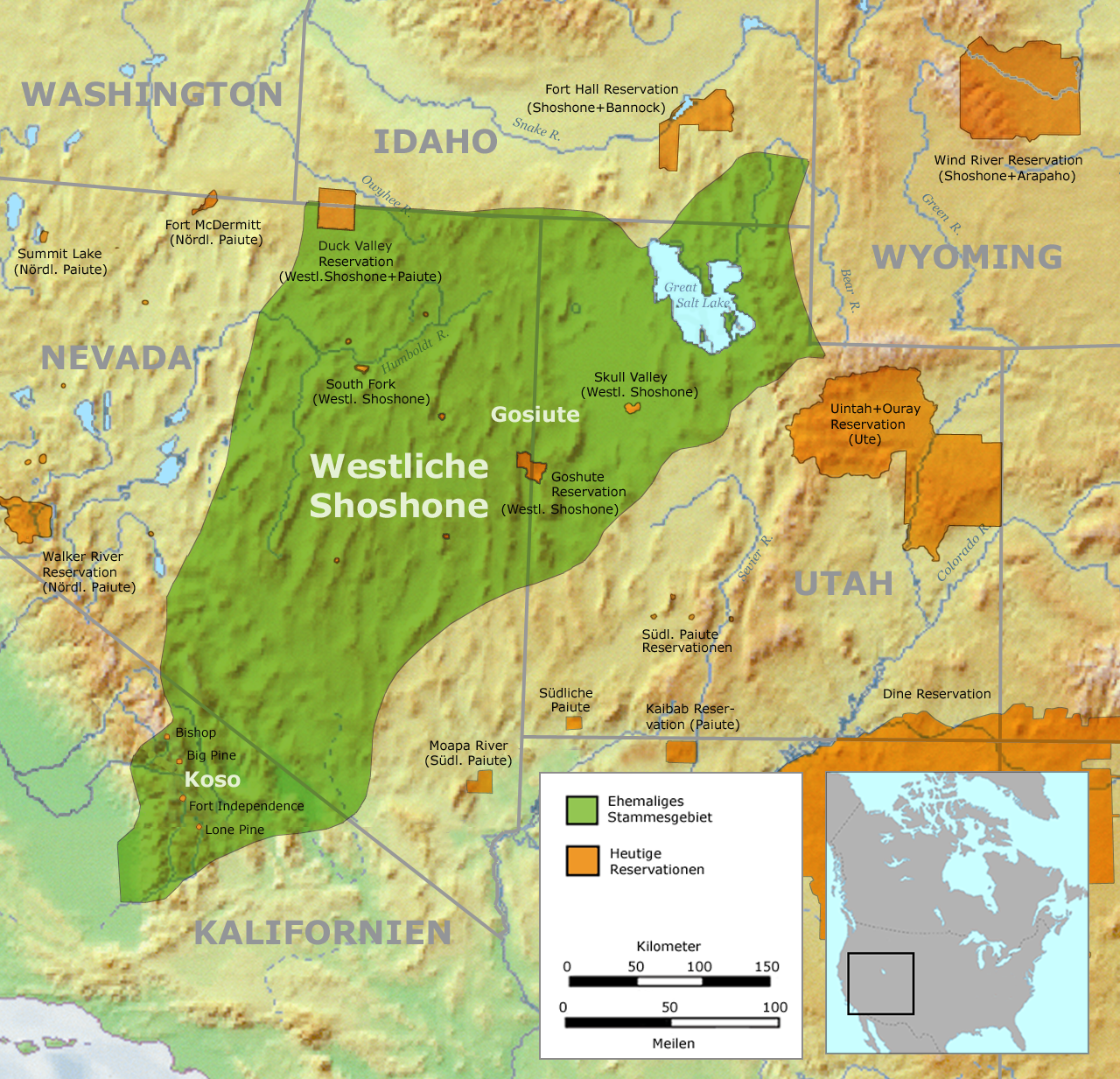
Territorio asociado a los Timbisha.

Los timbisha ("pintura de cara de piedra roja") son una tribu de amerindios que han vivido en la zona del Valle de la Muerte (Estados Unidos) durante cerca de 1000 años.
La tribu de los timbisha shoshon, parte de la Nación shoshon del oeste, fue reconocida por el gobierno de los Estados Unidos en 1983. Antiguamente se les conocía con el nombre de los shoshon de Panamint. En el año 2000 se le devolvieron a la tribu cerca de 7.500 acres de terreno que habían sido suyos tiempo atrás, era el espacio en el que tenían sus hogares.
La tribu tiene unos 300 miembros de los que unos 50 viven en Furnace Creek en el Parque nacional del Valle de la Muerte.